# سفارة إيطاليا في اليابان
سفارة إيطاليا في اليابان هي أرفع تمثيل دبلوماسي لدولة إيطاليا لدى اليابان. تقع السفارة في ميناتو وهي تهدف لتعزيز المصالح الإيطالية في اليابان.

## وصلات خارجية
- الموقع الرسمي
- قائمة سفارات إيطاليا
- قائمة السفارات في اليابان